# Luís Nunes Pires
Luís Nunes Pires (Desterro, 17 de maio de 1868 – Rio de Janeiro, 7 de outubro de 1923) foi um político brasileiro.
Filho de Cristóvão Nunes Pires e de Maria José da Costa Nunes Pires. Casou com Heloísa Ewerard Nunes Pires.
Foi deputado à Assembleia Legislativa de Santa Catarina na 1ª legislatura (1892 — 1894.